# Jukka Hakala
Jukka Sakari Hakala (Kokkola, 7 novembre 1977) è un ex calciatore finlandese, di ruolo difensore.

## Carriera

### Club
Hakala cominciò la carriera con la maglia del KPV, per poi passare ai danesi del Silkeborg. Successivamente, si trasferì ai norvegesi dello Start, per cui esordì nella Tippeligaen il 14 aprile 2002, quando subentrò ad Ousman Nyan nel pareggio casalingo per 1-1 contro lo Stabæk. A fine stagione, lo Start retrocesse, ma Hakala rimase in squadra.
Nel 2004 fu ingaggiato dal Sogndal. Il debutto in squadra fu datato 31 maggio, sostituendo Rune Bolseth nel pareggio per 3-3 contro il Rosenborg. L'anno successivo tornò in patria, nel TP-47, e nel 2006 firmò per il Notodden. Nel 2010, si accordò nuovamente con il KPV, formazione per cui iniziò la carriera.